# Ruta del Descubrimiento
Die Ruta del Descubrimiento (spanisch für Route der Entdeckung; auf frz. seltener auch "Transat Espagnole": spanische Transatlantikregatta) war eine zwischen 1984 und 1992 alle vier Jahre – d. h. insgesamt dreimal – ausgerichtete Nonstop-Segelregatta von Südspanien zur Dominikanischen Republik bzw. 1992 anschließend noch nach Miami (USA). Die vorgeschriebene Strecke erforderte die Umrundung von Gran Canaria und für Mehrrumpfboote außerdem die Umrundung von San Salvador (Bahamas). Der Wettbewerb war die erste spanische Transatlantikregatta und erhielt seine Länge, Streckenführung und seinen Namen in Anlehnung an die Entdeckungsfahrten des Kolumbus 1492.
Zu den Teilnehmern der Regatta gehörten namhafte Segler und hochmoderne Boote. Sowohl 1984 als auch 1988 wurden im Rahmen der Regatta Geschwindigkeitsrekorde für Atlantiküberquerungen in Ost-West-Richtung aufgestellt. Noch heute wird die Teilstrecke von Cádiz um Gran Canaria herum nach San Salvador für Transatlantikrekorde (Ost-West) genutzt und insbesondere von den auf diesem Gebiet dominierenden Franzosen als „Route de la découverte“ (französisch für Route der Entdeckung) bezeichnet. Sie ist damit das Gegenstück zur nordatlantischen West-Ost-Route zwischen New York (Ambrose-Leuchtturm) und dem englischen Lizard Point.
Die Klasse für die großen Mehrrumpfboote – d. h. die schnellsten teilnehmenden Boote – war 1984 und 1988 französisch geprägt, als jeweils der Gewinner und der Zweit- bzw. Drittplatzierte (sowie weitere Segler auf vorderen Plätzen) aus Frankreich kamen. 1992 hingegen fand die Regatta ohne französische Beteiligung statt.

## Die einzelnen Regatten
(Aufgelistet sind die Skipper und Bootsnamen.)
- 1992: Abfahrt 28. November von Palos de la Frontera/Puerto Sherry (Puerto de Santa María, Cádiz) über Gran Canaria, San Salvador und Puerto Plata (Dominikanische Republik) nach Miami[2]
  - 1. Platz: Jan Santana auf der 70,05-Fuß-Farr-Ketsch Publiespaña[3]
  - 2. Platz: Pierre Fehlmann (Schweiz) auf Merit Cup[4]
  - 3. Platz: Javier Visiers auf Fortuna[5]
- 1988: Abfahrt 4. Dezember von Puerto Sherry (Puerto de Santa María, Cádiz) nach Santo Domingo (Dominikanische Republik)[6]
  - Mehrrumpfboote:
    - 1. Platz: Serge Madec (Frankreich) auf Jet Services V (15 Tage 7 Std 30 Min 25 Sek; Jet Services V war nach einem Zusammenstoß mit einem kleinen spanischen Sportkatamaran mit 5 Stunden Verspätung gestartet, hatte den Rückstand aber bald aufgeholt)[7]
    - 2. Platz: José María Lastra (Spanien) auf Alimentos-de-España
    - 3. Platz: Francis Joyon (Frankreich) auf IB-Express

  - Einrumpfboote nach tatsächlich gesegelter Zeit:
    - 1. Platz: Pierre Fehlmann (Schweiz) auf Merit Cup (16 Tage 21 Std 23 Min 19 Sek)[8] (6. Platz nach korrigierter Zeit)[9]
    - 2. Platz: Jan Santana (Spanien) auf Fortuna (?) (8. Platz nach korrigierter Zeit)
    - 3. Platz: Harry Harkimo (Finnland) auf Belmont II (9. Platz nach korrigierter Zeit)

  - Einrumpfboote nach korrigierter Zeit:[9]
    - 1. Platz: Enrique Gómez Curt (Spanien) auf Fontvella[2]
    - 2. Platz: Maiden Great Britain (Großbritannien)
    - 3. Platz: Commodore Rucanor (Belgien)

  - insgesamt 21 Boote aus mindestens[6] 10 Ländern; ca. 20 Millionen Peseten Preisgelder, davon fast 4 Millionen an den Gewinner der Mehrrumpfboote und über 2,5 Millionen an den Gewinner der Einrumpfboote[6]

- 1984: Abfahrt 2. Dezember von Benalmádena (Málaga/Mittelmeer)[6] nach San Souci (Hafen von Santo Domingo/Dominikanische Republik)
  - Mehrrumpfboote, Klasse I:
    - 1. Platz: Philippe Poupon (Frankreich) auf dem 26-m-Katamaran Fleury Michon III (15 Tage 14 Std 49 Min 39 Sek)[10]
    - 2. Platz: Pierre Follenfant (Frankreich) auf Charente Maritime
    - 3. Platz: Mike Birch (Kanada) auf Formule Tag

  - Mehrrumpfboote, Klasse II:
    - 1. Platz: Alain Petit Etienne auf dem Katamaran Région de Picardie (Frankreich)

  - Einrumpfboote
    - 1. Platz: Javier Visiers (Spanien) Fortuna Lights[11]

  - insgesamt 32 oder 33[12] angemeldete und letztlich 29 gestartete Boote aus mindestens acht Ländern,[13] davon mindestens 11 Abbrüche;[14] ca. 20,5 Millionen Peseten Preisgelder,[1] davon ca. 3 Millionen für den Gewinner der Einrumpfboote.[11]

## Route der Entdeckung: Streckenrekorde
Beginnend mit der Regatta wurden Rekordzeiten für die schnellste Ost-West-Transatlantiküberquerung – die "Route der Entdeckung" bzw. die Strecke von Cádiz über Gran Canaria nach San Salvador (Bahamas) – fortgeschrieben. Auch nach Aufgabe der Regatta werden die Bestzeiten weiterhin verbessert. Nach 2000 bemühten sich mit Steve Fossetts Playstation, Franck Cammas’ Groupama 3 und Pascal Bidégorrys Banque Populaire V (erfolglos 2009) einige der derzeit schnellsten Langstreckensegelmannschaften der Welt um den Rekord.
- 1984: Philippe Poupon (Frankreich) auf dem 26-m-Katamaran Fleury Michon III (12 Tage 21 Std 21 Min 17 Sek)
- 1988: Serge Madec (Frankreich) auf dem Katamaran Jet Services V (12 Tage 12 Std 30 Min 27 Sek)[16]
- 2000: Grant Dalton (Neuseeland; mit den Franzosen Bruno Peyron und Franck Proffit) auf dem Katamaran Club Med (später 10 Tage 14 Std 53 Min 44 Sek)
- 2003: Steve Fossett (USA) auf dem Katamaran PlayStation (9 Tage 13 Std 30 Min 18 Sek)
- 2007 (24. April – 1. Mai): Franck Cammas (Frankreich) auf dem Trimaran Groupama 3 (7 Tage 10 Std 58 Min 53 Sek)